# كنيسة الأنبا تكلاهيمانوت
كنيسة الأنبا تكلاهيمانوت بدأت الصلوات بالكنيسة حضرة صاحب أثناسيوس مطران بني سويف بصلاة الشكر ورفع بخور باكر، ورشّ المكان بالمياه نحــو الساعة الرابعة من فجر يوم تِذكار ميخائيل (الخميس الموافق 12 بؤونة 1685ش. – 19 يونيو 1969م).

## قصة بناء الكنيسة
- كان مكان الكنيسة الحالي عبارة عن فيلا بحديقة وجراج، يملكها ثلاثة أخوة (اختار أحدهم في حادِث، وكان يُسمى «تكلا»). وبعد الحادِث أوُحي إلى أحد الأخوة في حلم أن يُسَلِّم نصيب الأخ المُتنيِّح للكنيسة. فسارع إلى أبونا بيشوي وقصَّ عليه هذا الحلم، والذي أتى بدوره ليرى المكان (مساحته الإجماليه 14×20).
- عرض الموضوع على كيرلس السادس، فباركه ووافق على أن تكون الكنيسة باسم الأنبا تكلا هيمانوت، كما وافَق على إقامة أول قداس في تذكار رئيس الملائكة الجليل ميخائيل (شفيع الأنبا تكلا وعائلته).

## بداية الصلاة في الكنيسة
- بدأت بعض التجهيزات البسيطة وافتتح الصلوات بالكنيسة حضرة صاحب أثناسيوس مطران بني سويف بصلاة الشكر ورفع بخور باكر، ورشّ المكان بالمياه نحــو الساعة الرابعة من فجر يوم تِذكار ميخائيل (الخميس الموافق 12 بؤونة 1685ش. – 19 يونيو 1969م). وشارك في الصلاة المُتَنَيِّح القمُّص تيموثاوس المحرقي (وكيل البطريركية في ذلك الوقت) وبيشوي كامل والقمص تادرس يعقوب والقمص لوقا سيداروس (من كنيسة مارجرجس بإسبورتنج)، والمتنيِّح القمص فليمون (راعي كنيسة مارمينا بفلمنج). بالاشتراك مع المعلم نعيم (مرتل كنيسة مارجرجس بإسبورتنج) وشمامسة وخدام كنيسة مارجرجس بإسبورتنج وبعض الأراخنة وأفراد الشعب المُحِب للمسيح.
- استمرت الصلوات في هذا «المكان» كل يوم أربعاء، وكان المتنيِّح المقدس يوسف حبيب الذي حمل العبء الأكبر لإنشاء خورس بهذه الكنيسة، وتلقينهم الطقوس الكنسيّة في كل المناسبات. كما كان عالِماً باحِثاً؛ ألَّف العديد من الكتب، وكان له الفضل الكبير للتعرُّف على جسد الأنبا تكلا وحصول الكنيسة على جزء من الجسد المقدس.

ولهذا الأمر قصة تستحِق أن تُسَجَّل:
طلب الأنبا بيشوي توسيع الكنيسة بدلاً من هذا المكان الضيق، فتم بسرعة بناء مكان للكنيسة في الحديقة بمساحة 34×25 متراً. وبدأت الصلاة فيها في عهد المتنيح القمص مينا آفا مينا (وكيل البطريركية في ذلك الوقت، والذي أصبح بعد ذلك اسقفاً ورئيساً لدير مارمينا بمريوط).
بنيت المعمودية بعد ذلكزار مكسيموس كيرلس السادس، وعرض عليه الأمر، فوافق على ذلك، (وكان ذلك يوم الثلاثاء قبل نياحته بأسبوع واحد).
حضر مكسيموس إلى الكنيسة بعد ذلك بحوالي أربعة شهور، وقام بتدشين المعمودية. وكان لا يمضي أسبوع حتى يحضر أحد الآباء الأساقِفة للصلاة بالكنيسة، وكان ذلك أمراً ملحوظاً من الجميع.

## توسيع الكنيسة وتدشينها
- في هذه الأثناء بذلت الجهود لاستخراج الترخيص ببناء الكنيسة بالدور العلوي. وتم ذلك يوم السبت 17 يناير 1987 (الموافق 8 طوبة 1704ش.)، بمباركة قداسة البابا شنوده الثالث الذي قام بتدشين الكنيسة.
- وقد رسم الفنان إسحاق فانوس جميع صور وأيقونات الكنيسة.

## زيارة أبونا باولص بطريرك إثيوبيا للكنيسة
- وفي يوم الأحد 15 يوليو 2007، قام بطريرك إثيوبيا باولص بزيارة كنيسة الأنبا تكلا هيمانوت، وذلك في إطار زيارته لبعض المؤسسات القبطية في مصر. وذلك في زيارة تاريخية لمصر، تعتبر بداية إعادة العلاقة بين الكنيسة القبطية الأرثوذكسية وكنيسة إثيوبيا.[3]

## شفيع الكنيسة
تكلا هيمانوت

## روابط خارجية
- المرجع: https://st-takla.org/Church-history-1_.html
- معلومات عن كنيسة الأنبا تكلا هيمانوت بالإسكندرية من موقع الأنبا تكلاهيمانوت